# Odaïr Fortes
Odair Júnior Lopes Fortes (Praia, 1987. március 31. –) zöld-foki labdarúgó, a francia élvonalbeli Stade Reims csatára. Rendelkezik francia állampolgársággal is.